# Ceratotrochus multiserialis
Espèce
Ceratotrochus multiserialis est une espèce éteinte de corail de la famille des Caryophylliidae.